# سانتیاگو د کومپوستلا
سانتیاگو دِ کومپوستلا (به اسپانیایی: Santiago de Compostela) مرکز منطقه خودمختار گالیسیا در اسپانیا است و در استان لاکرونیا واقع شده‌است. جمعیت این شهر در سال ۲۰۰۳ میلادی ۹۲٬۳۳۹ نفر بوده‌است و در سال ۲۰۰۰ به عنوان «شهر فرهنگی اروپا» شناخته شد. این شهر بر اساس سامانه طبقه‌بندی اقلیمی کوپن، دارای اقلیم اقیانوسی است، تابستانی ملایم و خشک دارد و زمستانی ملایم و مربوط.

## شهرهای خواهرخوانده
- بوئنوس آیرس، آرژانتین
- مشهد، ایران
- Santiago do Cacém، پرتغال
- لامرد، ایران
- قم، ایران